# Кк
Кк, кк — кириллический диграф, используемый в агульском и лакском языках.

## Использование
Алфавит лакского языка на основе кириллицы был опубликован 12 февраля 1938 года в газете «Дагестанская правда», однако в нём изначально отсутствовали диграфы, служащие для обозначения геминированных согласных звуков, которые появились после модификации.
Алфавит агульского языка был принят в 1990 году с рядом диграфов, в том числе и с диграфом кк.
С помощью диграфа передаётся геминированный глухой велярный взрывной согласный звук [k:].
Пример использования диграфа в лакском языке: ккунук — яйцо. В агульском языке диграф используется в частности в слове ккел — «ягнёнок».